# フジテレビ木曜10時枠の連続ドラマ
フジテレビ木曜10時枠の連続ドラマ（フジテレビもくようじゅうじわくのれんぞくドラマ）は、フジテレビ系列で1968年1月4日から1969年12月25日まで放送されていたテレビドラマ放送枠である。

## 概要
1967年12月まで放送されていた『シオノギテレビ劇場』の後番組としてスタートしたテレビドラマ枠で1969年12月まで木曜22:00から放送されていた。当初は22:00 - 22:45までの放送されていたが、1969年春の改編で22:00 - 22:56に変更となった。1969年12月に終了して木曜日22:00のドラマ枠は1984年の時代劇まで途絶える事となる。現代劇は1984年10月からスタートした『ナショナル木曜劇場』までブランクを開ける事になる。

## 放送時間
- 1968年1月 - 1969年3月：22:00 - 22:45
- 1969年4月 - 12月：22:00 - 22:56
22:45の『ふるさと紀行』（東海テレビ制作）が水曜22:45に移動したのに伴い拡大。

## 作品一覧
- 風の中にひとり - 1968年1月4日 - 2月8日
- 追いつめる - 1968年2月15日 - 3月28日
- 石狩平野 - 1968年4月3日 - 9月26日
- 男はつらいよ (テレビドラマ版) - 1968年10月9日 - 1969年3月27日
- ブラックチェンバー-1969年4月3日 - 6月26日
- 花と狼-1969年10月9日 - 12月25日